# American Musical and Dramatic Academy

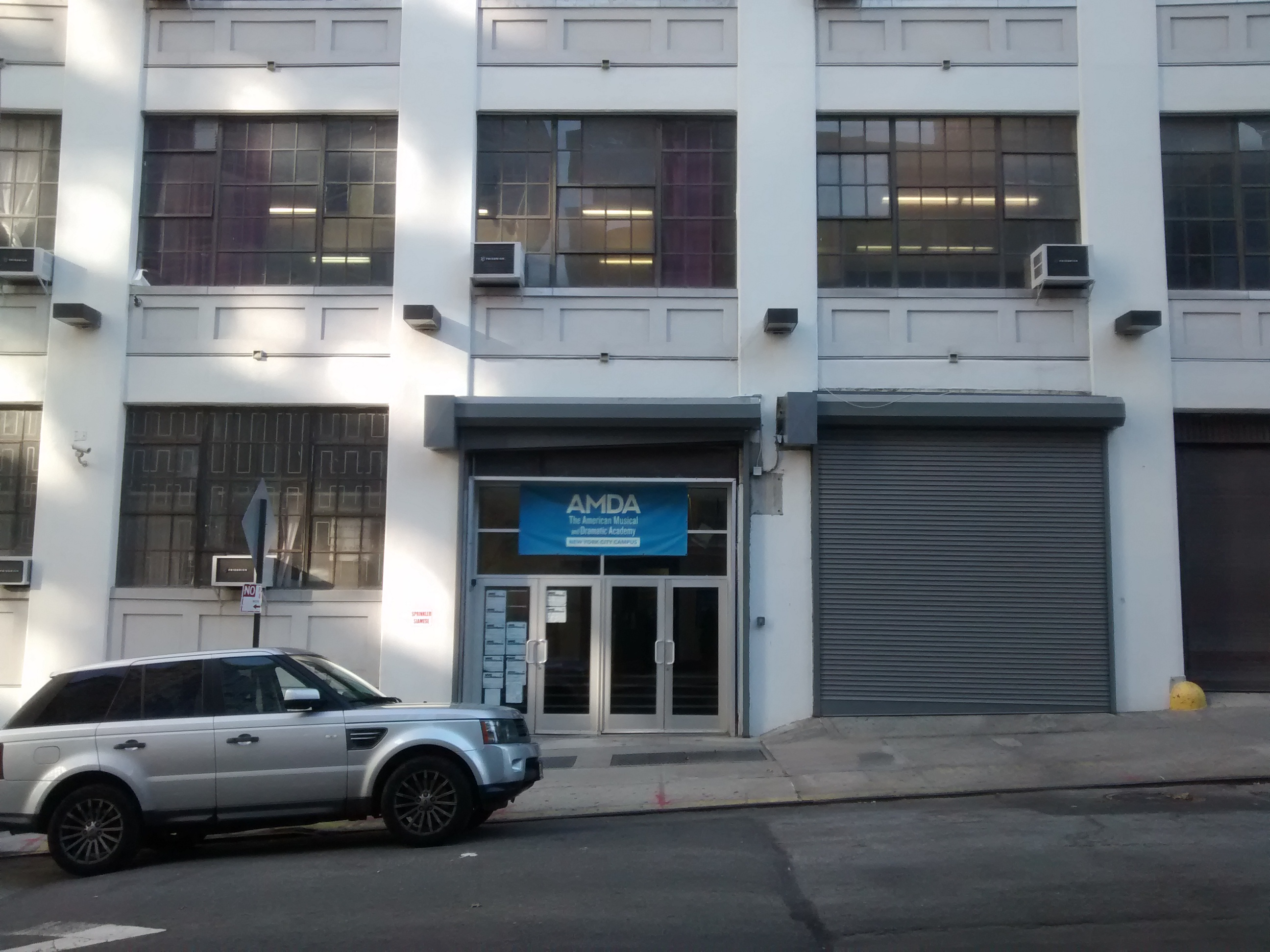
American Musical and Dramatic Academy in Manhattan (2015)

Die American Musical and Dramatic Academy (AMDA) ist eine Hochschule der darstellenden Künste in New York City und Los Angeles. Das Konservatorium bietet sowohl den Abschluss Bachelor of Fine Arts als auch Zwei-Jahres-Zertifikate der professionellen Performance an. Programme werden in Schauspiel, Musiktheater, Tanz und darstellender Kunst angeboten. Die AMDA ist eine amtlich anerkannte Hochschule der amerikanischen National Association of Schools of Theatre.

## Geschichte
AMDA wurde im Jahr 1964 von Philipp Burton und anderen Prominenten der New Yorker Theater-Szene gegründet. Burton war einer der Schauspiellehrer an der Akademie und der Adoptivvater Richard Burtons, den er auch unterrichtet hat.

## Campus
Der Campus in New York City liegt an der Upper West Side in Manhattan. Das Hauptgebäude befindet sich im Westen der 61. Straße, direkt hinter dem Lincoln Center.

Der Campus in Los Angeles befindet sich im Herzen des Hollywood Entertainment-Bereiches.

## Bedeutende Absolventen
- Angela Bettis
- Tyne Daly (Grey’s Anatomy, Judging Amy)
- Tiffany Engen (Legally Blonde (Musical))
- Jesse Tyler Ferguson (Modern Family)
- Caissie Levy (Hair, Wicked, Rent, Hairspray)
- Gretchen Mol
- Chase Peacock (High School Musical on Stage!, American Idiot (Musical))
- Soara-Joye Ross (Les Misérables)
- James Stevenson (Guiding Light, Passions)
- Kai Soremekun, (In Sachen Henry, Heat und Der Prinz von Bel-Air)
- Paul Sorvino (GoodFellas, Law & Order)
- Chryssie Whitehead (Every Little Step, A Chorus Line, Grey’s Anatomy)
- Marissa Jaret Winokur (Hairspray, Stacked)
- Jason DeRulo